# Concorde
El Aérospatiale-BAC Concorde fue un avión supersónico de transporte de pasajeros que estuvo en servicio entre 1976 y 2003. Fue construido a partir de los trabajos conjuntos de los fabricantes British Aircraft Corporation (británico) y Aérospatiale (francés). En 1969 realizó su primer vuelo, pero no entró en servicio hasta 1976, llegando a acumular desde esa fecha 27 años de vuelos hasta su salida de circulación en 2003. Sus principales destinos fueron los aeropuertos de Londres Heathrow, París-Charles de Gaulle,  John F. Kennedy y Washington-Dulles, los dos últimos pertenecientes a Estados Unidos, además de los aeropuertos de Maiquetía en Venezuela y Río de Janeiro en Brasil. Podía llegar a los destinos en la mitad de tiempo que un avión comercial convencional debido a su velocidad supersónica.
Está considerado como un ícono de la aviación y una maravilla de la ingeniería. Se construyeron un total de 20 aviones entre Francia y Reino Unido, seis de ellos prototipos y de prueba. Siete fueron entregados a Air France y otros siete a British Airways. Su nombre «Concorde» proviene de la unión y colaboración de Francia y el Reino Unido en el desarrollo y construcción del aparato, que consistió en una gran inversión económica para las empresas BAC y Aérospatiale. Además, los gobiernos francés y británico habían dado generosas subvenciones a British Airways y Air France para el desarrollo y adquisición del aparato.
El accidente del vuelo 4590 de Air France de uno de los Concorde el 25 de julio de 2000, el único fatal en 27 años de servicio, y otros factores como la escasa rentabilidad, precipitaron su baja definitiva. Su último vuelo fue el 26 de noviembre de 2003. Fue el primer avión a reacción supersónico en ser usado de manera comercial, puesto en servicio el 21 de enero de 1976, antes del también supersónico Túpolev Tu-144, la competencia soviética del Concorde, que entró en servicio de pasajeros el 1 de noviembre de 1977.

## Desarrollo
En la década de 1950, el Reino Unido, Francia, Estados Unidos y la Unión Soviética empezaron a considerar el desarrollo de un avión comercial supersónico para el desplazamiento de pasajeros a grandes velocidades, aunque algunos ministros de la OACI no estaban del todo de acuerdo. La empresa británica Bristol Aeroplane Company (BAC) y la francesa Sud Aviation estaban trabajando en dos diseños, pero mientras los británicos desarrollaban el llamado Tipo 223, los franceses trabajaban en un avión bautizado como Super-Caravelle. Ambos proyectos eran financiados en gran parte por los gobiernos de sus respectivos países. Los británicos trabajaban en el desarrollo de un avión de largo alcance con una capacidad de unas 100 personas, mientras que los franceses tenían la intención de construir un avión de medio alcance.

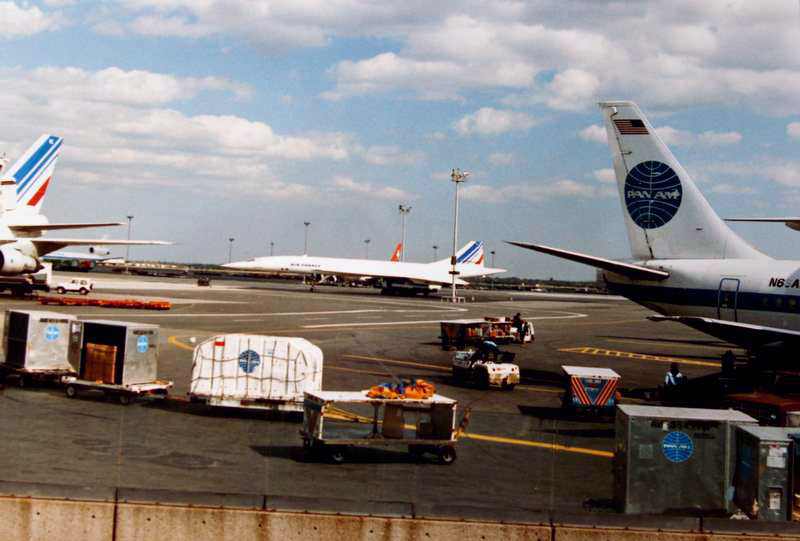
Un Concorde en el Aeropuerto JFK de Nueva York, a finales de los años 1980.

Los diseños estuvieron listos a principios de 1960, pero el costo de construcción era tan grande que el Gobierno británico exigió a BAC que buscase ayuda para la construcción y financiación del proyecto,  y solo Francia mostró un interés real. El proyecto se negoció entre Francia y Gran Bretaña como si se tratara de un tratado internacional —en lugar de un acuerdo comercial—, incluyendo cláusulas que penalizaban severamente el abandono de alguna de las partes implicadas. Un «proyecto» de tratado se firmó el 28 de noviembre de 1962. En ese momento las empresas Aérospatiale y BAC se unieron para iniciar la construcción conjunta del Concorde. Sin embargo, los clientes potenciales no mostraron interés alguno en la adquisición de la versión de corto alcance, la cual se abandonó. Para la versión de larga distancia, el consorcio dio órdenes para la producción de 100 unidades, y Pan Am, BOAC y Air France fueron los clientes de lanzamiento con seis pedidos cada una. Las aerolíneas Panair do Brasil, Continental Airlines, Japan Airlines, Lufthansa, American Airlines, United Airlines, Air India, Air Canadá, Braniff, Alitalia, Singapore Airlines, Irán Air, Olympic Airways, Qantas, CCAA, Middle East Airlines y TWA también expresaron interés en la adquisición del aparato.

### Denominación
El nombre que se le dio al avión, Concorde, es el reflejo del tratado firmado entre los Gobiernos británico y francés, y las empresas —francesa y británica, respectivamente— Aérospatiale y British Aircraft Corporation. La palabra significa «concordia»: en francés se escribe «Concorde» y en inglés, «Concord», con significados y usos similares en ambos idiomas. En el Reino Unido, antes de su nombramiento definitivo, se produjo una gran polémica por las distintas opiniones sobre cómo debía nombrarse la aeronave. Finalmente fue de uso común en Reino Unido nombrar al avión como Concord, pero sin poner ningún artículo delante.

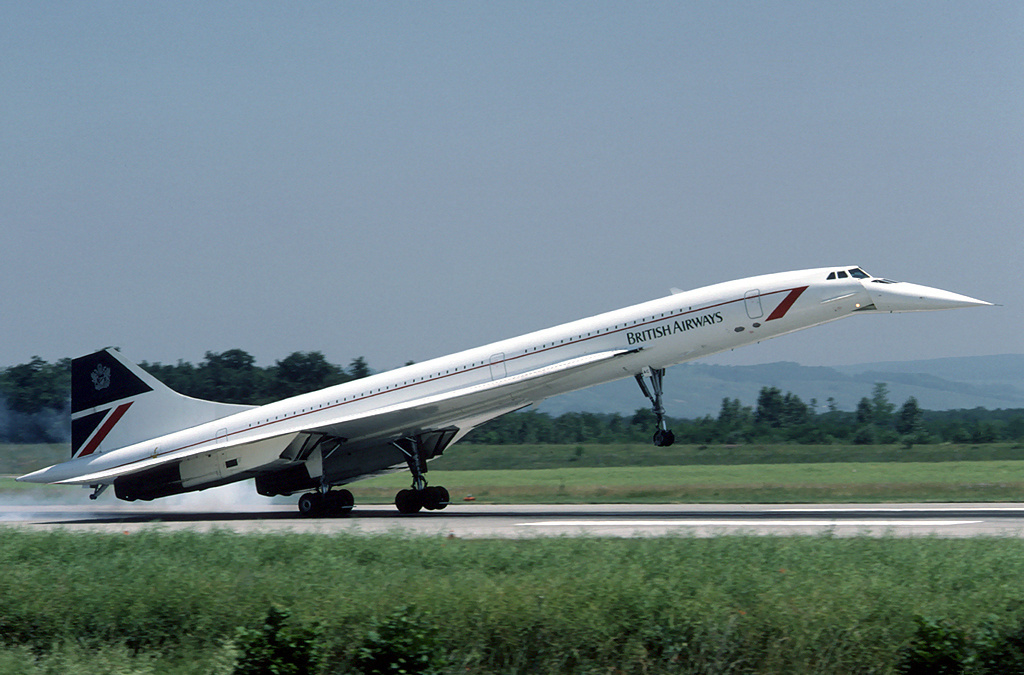
Concorde G-BOAC de British Airways

### Pruebas y primer vuelo

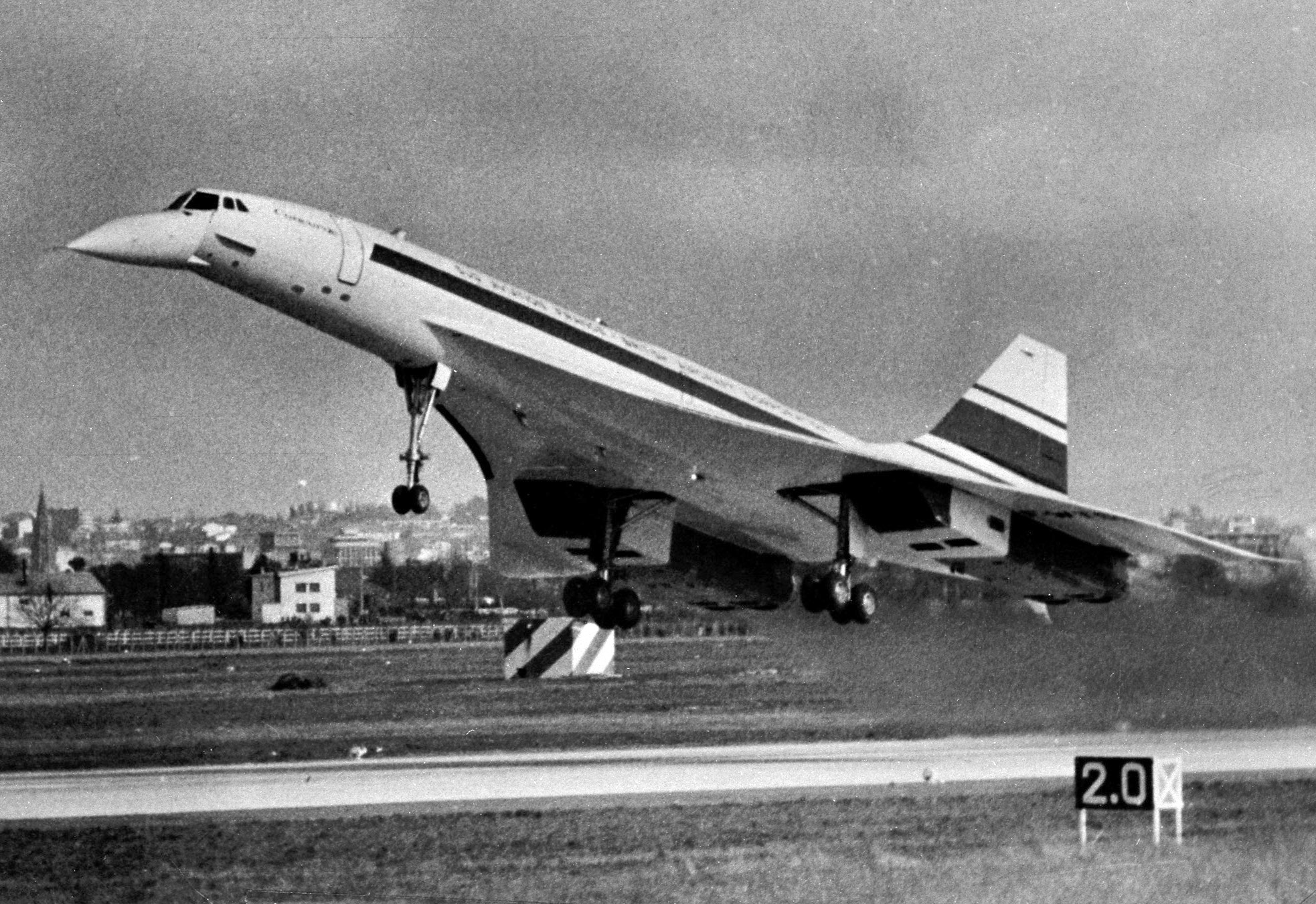
Primer vuelo el 2 de marzo de 1969

En febrero de 1965 empezó la construcción de dos prototipos: el Concorde 001, construido por Aérospatiale en Toulouse, y el 002 por BAC en Filton, Bristol. El Concorde 001 hizo su primer vuelo de prueba el 2 de marzo de 1969, en Toulouse, pilotado por André Turcat. El 1 de octubre de ese mismo año, el Concorde superó por primera vez la velocidad del sonido. En Gran Bretaña, el Concorde 002 realizó su primer vuelo el 9 de abril de 1969, pilotado por Brian Trubshaw. Ambos prototipos se presentaron entre el 7 y el 8 de junio de 1969 en el París Air Show. Entre 1970 y 1971, mientras el desarrollo avanzaba, se empezaron a hacer demostraciones con los dos prototipos para captar posibles compradores. El 4 de septiembre de 1971, el Concorde 001 realizó su primer vuelo trasatlántico, hazaña repetida el 2 de junio de 1972, por el Concorde 002. En 1973, el Concorde —concretamente el prototipo 002— hizo su primera visita a Estados Unidos, y aterrizó en el nuevo aeropuerto Dallas-Fort Worth de Dallas para conmemorar su apertura.
Todas estas demostraciones y espectáculos ofrecidos llevaron a que en 1972 los pedidos sobrepasaran las 70 unidades. Pero a primeros de 1973 se produjo el primer aviso serio cuando dos compañías norteamericanas y la japonesa anularon sus encargos al dudar de su rentabilidad. Después una combinación de factores llevó a la cancelación de la mayoría de los encargos: la crisis petrolera de 1973, las dificultades financieras de las compañías, los problemas medioambientales —como el ruido al despegar o sus altos niveles de polución— y el accidente de un Tupolev Tu-144 en el Salón Aeronáutico de Le Bourget (París) que había puesto seriamente en duda la viabilidad comercial de los aviones supersónicos.
En 1976, solo cuatro países se mantenían como posibles compradores: China, Francia, Gran Bretaña e Irán. Finalmente solo Air France y British Airways hicieron pedidos: ambos recibieron grandes subvenciones de sus gobiernos para que adquiriesen más unidades.
Estados Unidos canceló el desarrollo del Boeing 2707 en 1971, con lo que su programa de transporte supersónico civil quedó suspendido. Algunos observadores franceses e ingleses que participaron en el proyecto del Concorde sugieren que la fuerte oposición estadounidense al proyecto del Concorde alegando problemas de contaminación acústica y ambiental eran en realidad una manera de presión para evitar el desarrollo de un avión supersónico comercial europeo al no tener ellos un proyecto viable. También otros países como India y Malasia suspendieron programas similares alegando exceso de ruido.
El 7 de noviembre de 1974, el prototipo 001 realizó el vuelo civil más rápido realizado en la historia cruzando el Atlántico Norte. Los dos primeros aviones completaron 5335 horas de pruebas de vuelo de las que 2000 se realizaron a velocidades supersónicas. Los costos unitarios fueron de 23 000 000 de £ (46 millones de dólares) de 1977 y los costes de desarrollo fueron seis veces mayores que la cantidad proyectada.

## Diseño
El Concorde fue pionero en el uso de nuevas tecnologías aeronáuticas: sus alas en delta y sus cuatro motores Olympus fueron desarrollados en un primer momento para el bombardero estratégico Avro Vulcan. El Concorde fue pionero en el uso del sistema de vuelo «fly-by-wire»; además su aviónica era única, pues era el primer avión comercial en usar circuitos híbridos. El jefe de proyecto y diseñador principal fue Pierre Satre, teniendo a sir Archibald Russell como su adjunto.

### Movimiento del centro de presión
Cuando un avión supera el Mach, el centro de presión del aparato se desplaza hacia atrás. Para reducir este cambio, los ingenieros diseñaron las alas de una manera distinta a la convencional; sin embargo, todavía existía un cambio de unos dos metros. Esto podría haberse corregido pero habría sido perjudicial para la seguridad a bordo del avión cuando este se encontrara volando a altas velocidades. La solución fue distribuir el combustible a lo largo del centro del avión para mover el centro de masa eficazmente.

### Motores

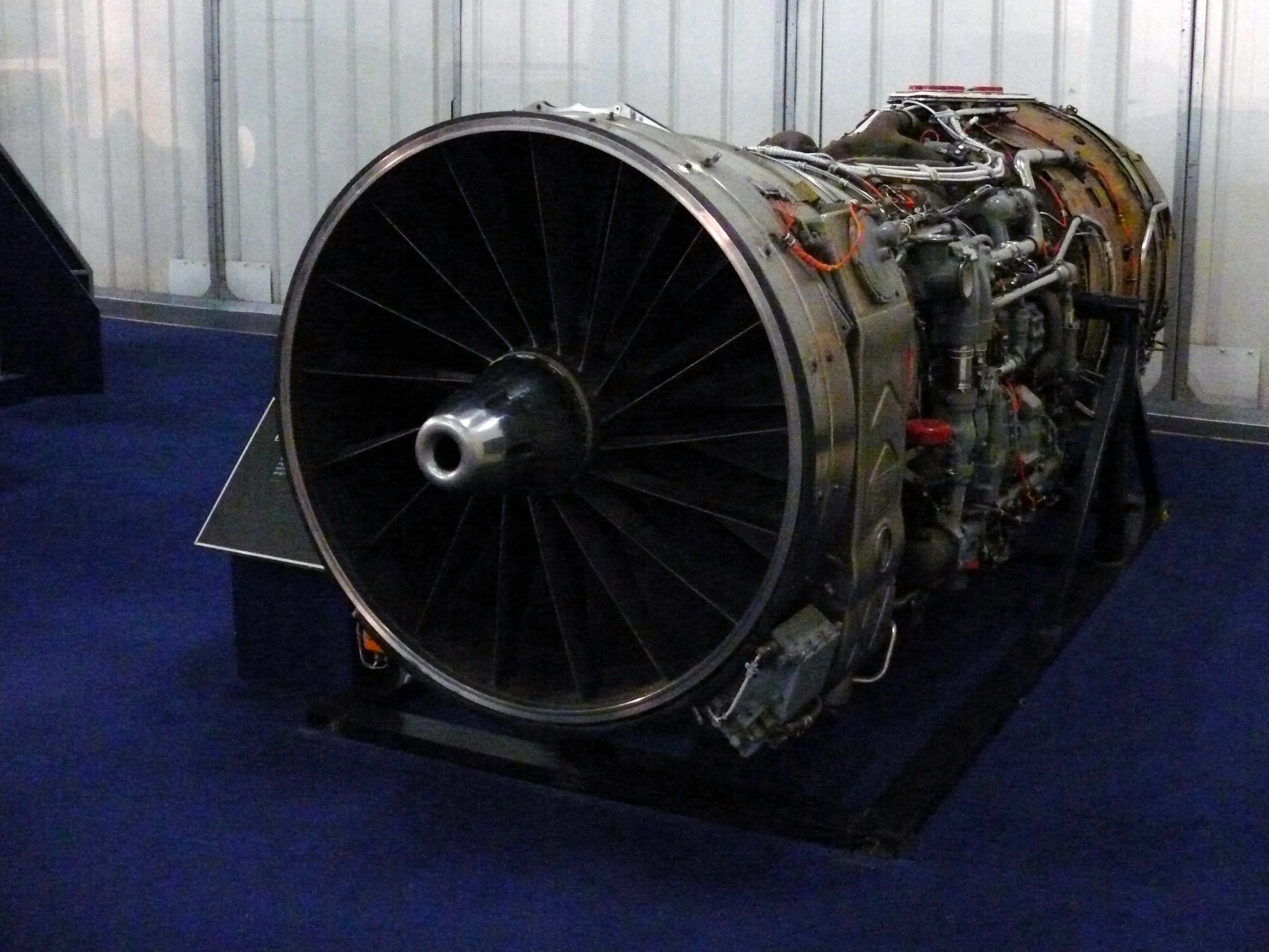
Motor Rolls-Royce Olympus, motor que montaba el Concorde

Para que el Concorde fuera económicamente viable necesitaría recorrer largas distancias, pero esto también requeriría una alta eficiencia en cuanto al consumo de combustible. Para un vuelo supersónico óptimo se pensó en un primer momento en utilizar motores turbofan, pero estos fueron rechazados por su excesiva resistencia aerodinámica. Al final los turborreactores fueron los motores elegidos. El motor fue desarrollado por Rolls-Royce, llamado Rolls-Royce/Snecma Olympus 593. Este motor había sido desarrollado para el bombardero Avro vulcan. Para el Concorde fue desarrollada una variante con postcombustión.
El diseño de los canales de entrada de aire de los motores del Concorde fue una fase crítica. Todos los motores reactivos convencionales pueden tomar aire sin perturbación alguna hasta la velocidad de Mach 0.5; por eso la velocidad del aire debe ser disminuida desde el Mach 2.0 —velocidad crucero del concorde— que entra a los canales del motor. En particular, estos canales necesitan controlar las ondas de choque supersónicas que se generan como consecuencia de esta reducción de velocidad para evitar daños en los motores —si las ondas entran en los motores, estos vibran y se pueden fracturar—. Esto se logró mediante la adición de rampas a la entrada de los canales y una abertura de extracción del flujo, las cuales se mueven de posición durante el vuelo para desacelerar el aire —esto resulta complicado para los no profesionales; está basado en la ley de conservación de la masa y el estrangulamiento del flujo a la entrada de los canales que suministran el aire al motor por medio de cuñas que aumentan o disminuyen el diámetro de la sección de entrada—. Las rampas están ubicadas encima de los canales de entrada de aire al motor y se mueven hacia abajo, y la abertura se mueve hacia arriba y hacia abajo haciendo que el aire entre o salga. La efectividad del sistema de entrada es tal que durante el vuelo supersónico el 63 % del empuje de los motores se atribuye a los canales de entrada aunque las toberas generan el 29 % y los motores solo el 8 % del empuje.
Los fallos del motor causan muchos problemas en los aviones convencionales subsónicos, ya que no solo el avión pierde empuje en el lugar donde se encuentra el motor, sino que aumenta la resistencia inducida por el propio motor, causando que el avión banquee en la dirección del motor dañado. Si esto le pasara al Concorde a velocidades supersónicas, causaría en teoría un fallo catastrófico de la estructura. Sin embargo, durante el fallo de un motor la necesidad del canal de entrada es de cero, por lo que los efectos inmediatos del fallo de un motor son contrarrestados al abrirse la abertura y la extensión completa de las rampas que deflectan el aire hacia debajo del canal, ganando sustentación y haciendo aerodinámico el compartimento del motor, disminuyendo los efectos de la resistencia en el motor dañado. A pesar de que las simulaciones por ordenador predijeron dificultades considerables, en la práctica el Concorde fue capaz de apagar 2 de sus motores volando a Mach 2.0 sin la aparición de los problemas de control esperados. Los pilotos de Concorde eran entrenados rutinariamente en simuladores para poder enfrentar mejor los fallos de dos motores al mismo tiempo.

### Estructura

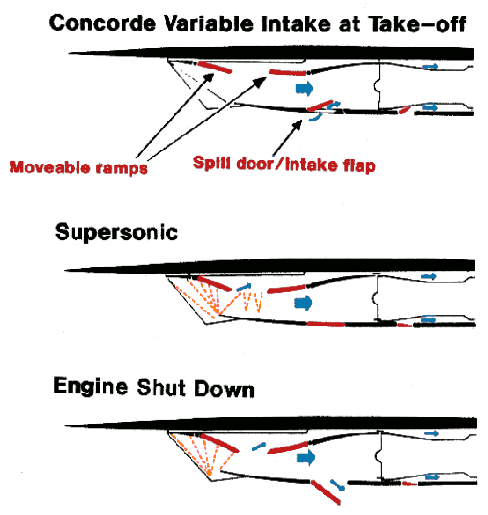
Esquema de los sistemas de admisión

Debido a la alta velocidad a la que operaba el Concorde, a menudo la estructura sufría la acción de fuerzas externas que podían dañarla. Cuando el avión se encontraba en pruebas había mucha preocupación por mantener un control preciso del aparato a velocidades supersónicas. Todos estos problemas fueron resueltos por los cambios en los alerones laterales. Cuando un avión sobrepasa la velocidad del sonido, el centro de presiones se altera; para combatir este fenómeno los ingenieros desarrollaron nuevos alerones «flexibles» y unas nuevas alas para reducir este desplazamiento en solo dos metros. También se redistribuyó el combustible a lo largo de la nave con el fin de no afectar al centro de masa durante la aceleración y desaceleración a modo de control de ajuste auxiliar.

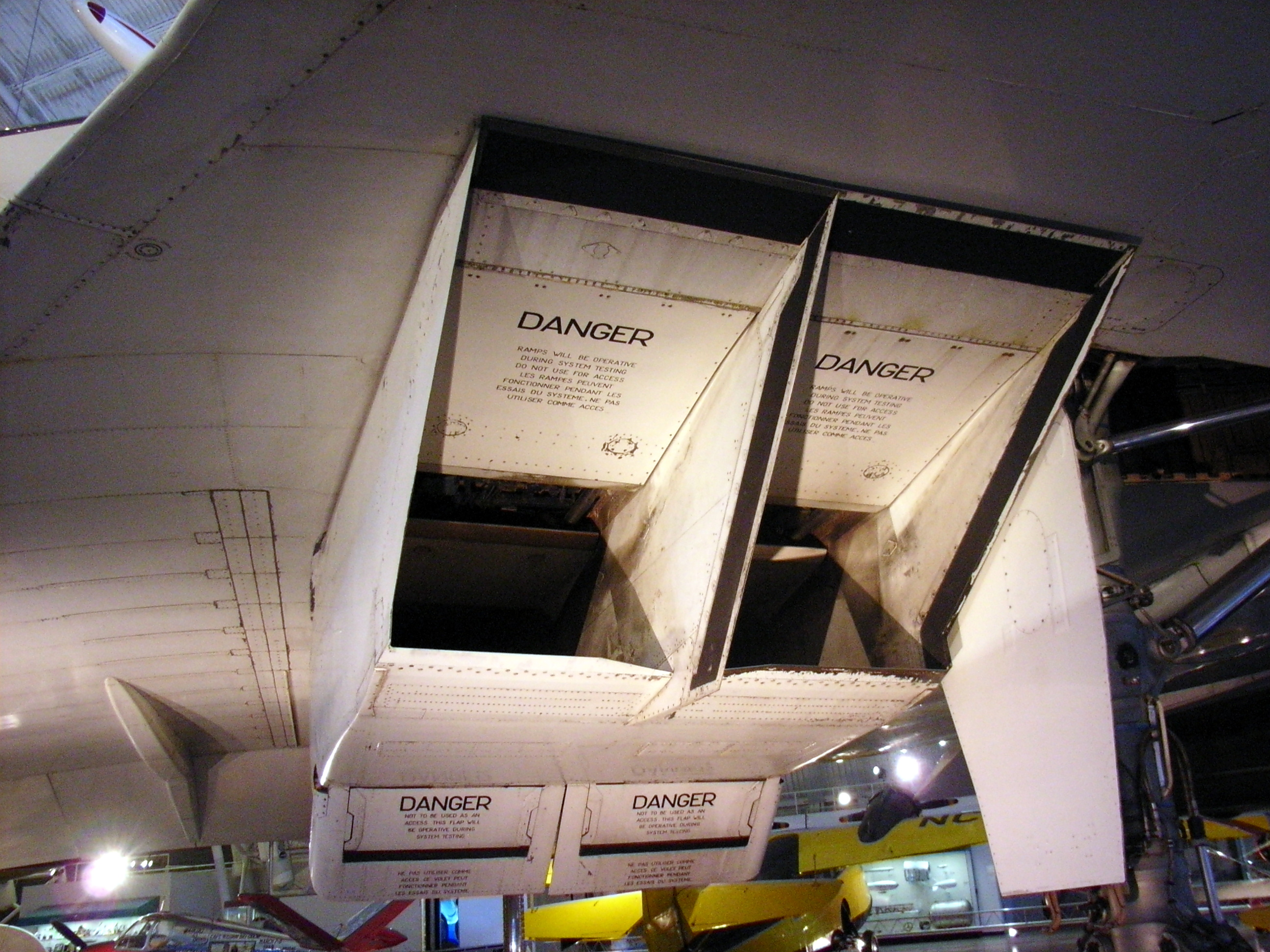
Sistemas de admisión

### Presurización de la cabina
La cabina del avión se mantenía por lo general, en cuanto a presión, al equivalente de una altitud de 1800-2400 metros. Los aviones subsónicos suelen volar a una altura media de 40 000 pies, unos 12 000 metros, pues por encima de 50 000 pies las condiciones atmosféricas pueden poner en riesgo la integridad física de los pasajeros; también son peligrosos los cambios violentos de altura y su correspondiente presión atmosférica debido a la reducción de la densidad del aire. En caso de que se produzca una violación de la integridad estructural de la cabina, las máscaras de oxígeno y otros elementos de emergencia pierden su utilidad, sufriendo los pasajeros de hipoxia. El diseño y presurización especial de la cabina del Concorde le permitía volar hasta una altura máxima de 60 000 pies, equivalente a unos 18 000 metros de altura. La aeronave también estaba equipada con sistemas de reserva de aire para aumentar en casos de emergencia la presión en la cabina. Sus ventanas eran más pequeñas de lo normal para ralentizar cambios bruscos en la presión atmosférica de la cabina en relación con el exterior.

### Características de vuelo

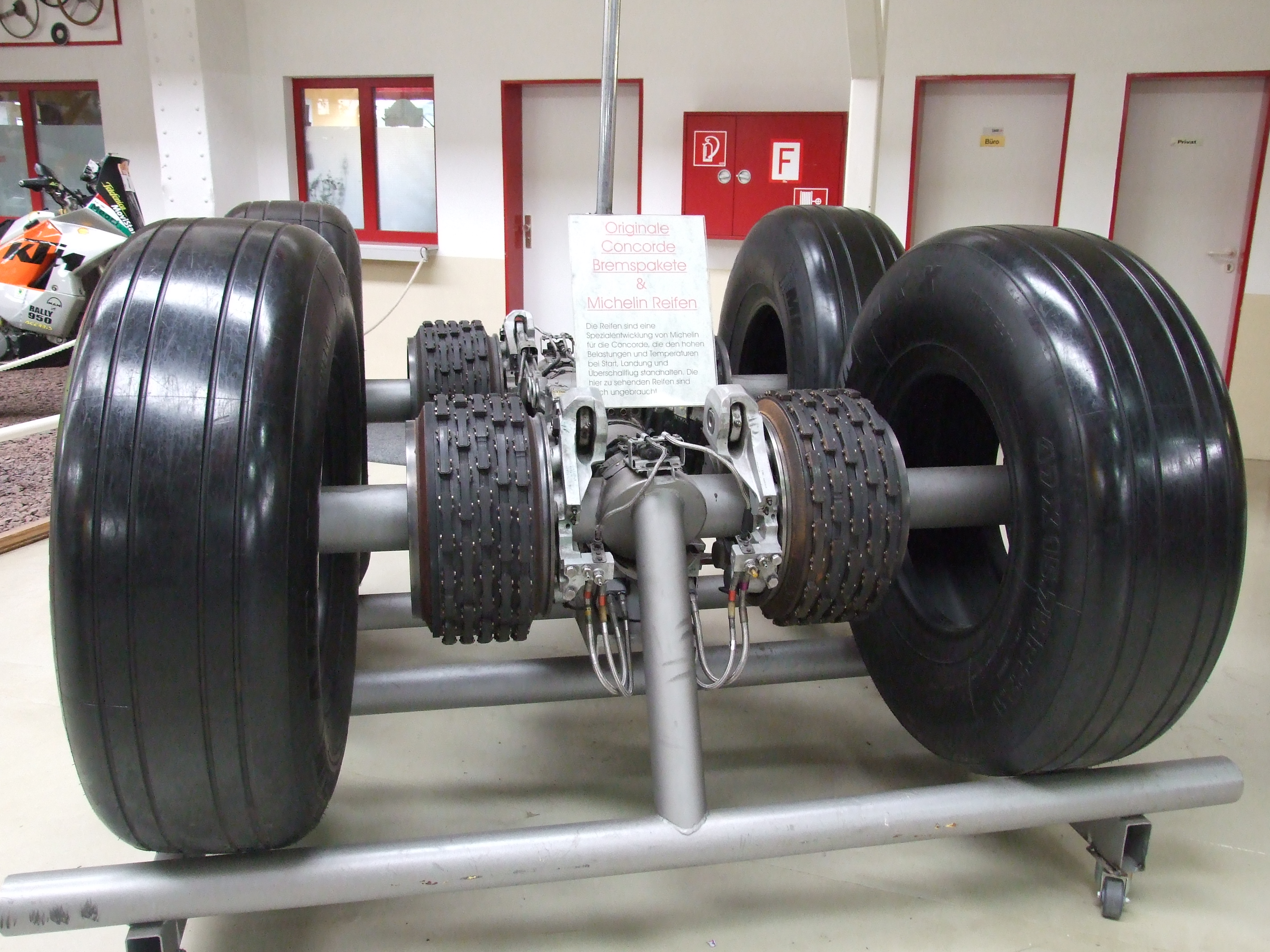
Tren de aterrizaje

Mientras que los aviones comerciales subsónicos tardan alrededor de 8 horas en completar un viaje entre París y Nueva York, el Concorde solo necesitaba alrededor de 3 horas y 30 minutos. La altitud máxima que alcanzaba era de 18 300 metros y su velocidad de crucero era de Mach 2,02 —2410 km/h—, más del doble de la velocidad media de los aviones convencionales.
Ningún otro aparato operaba a una altura tan elevada como lo hacía el Concorde, por lo que para la seguridad del aparato se establecían patrones del clima para, según su posición y las variaciones de los vientos del Atlántico Norte —océano más transitado por el avión—, determinar el tiempo de subida y bajada en el momento de aterrizar y despegar. La velocidad media de aterrizaje era de 274 km/h; debido al diseño especial del Concorde con sus alas en forma de delta, fue equipado con un acelerador automático para reducir la carga de trabajo del piloto. El diseño de su ala provocaba la formación de vórtices y bajas presiones sobre la superficie de esta, por lo que estaba obligado a despegar a una velocidad mayor que los aviones convencionales y con mayor ángulo. Entre los defectos que contribuyeron a su declive comercial están, sin embargo, el excesivo consumo de combustible y el ruido de sus motores.

### Frenos y tren de aterrizaje

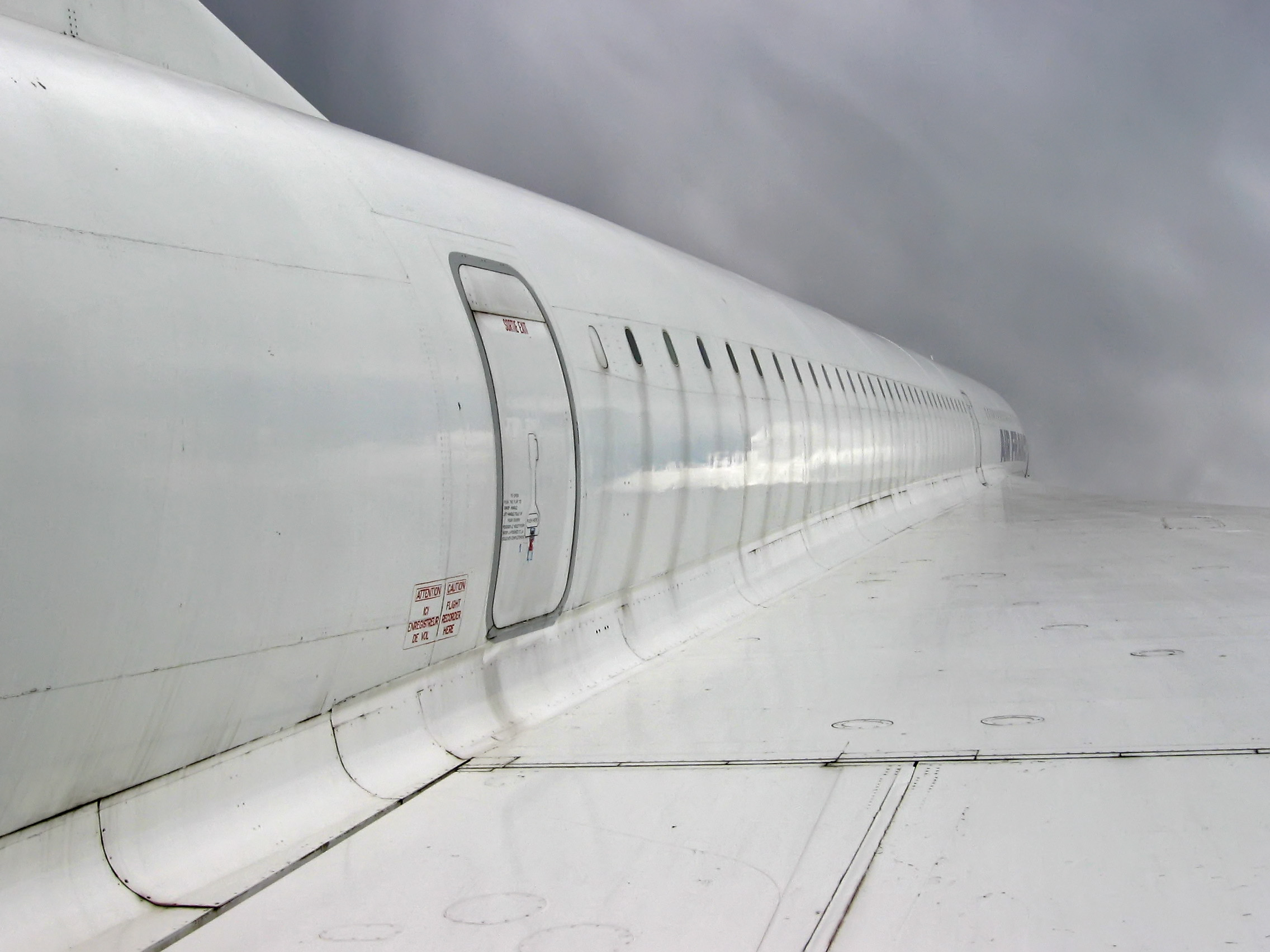
Parte del fuselaje

Debido a la forma en ala ojival de la aeronave, el tren de aterrizaje tuvo que ser diseñado extraordinariamente fuerte. En la rotación (momento en que el avión levanta el morro al despegar), el Concorde se elevaba unos 18 grados. Esto conlleva una serie de aumentos en las tensiones entre la parte trasera del tren de aterrizaje y las alas. Durante el desarrollo este inconveniente inesperado requirió de un rediseño importante. Debido al alto nivel de rotación se añadieron al tren un pequeño juego de ruedas. En la parte trasera y debido a la gran altura del avión es necesario que el tren se retraiga telescópicamente antes de girar.
Debido a la alta velocidad en el aterrizaje —400 km/h—, fue necesario equipar unos frenos mejorados y más fuertes de lo normal. Los frenos eran antideslizantes, equipaban un sistema que evitaba que durante la puesta en marcha los neumáticos perdieran tracción y no hubiera una pérdida de control del aparato. Fueron desarrollados por Dunlop, siendo los primeros en diseñarse teniendo el carbono como su principal elemento. Los frenos eran capaces de detener al Concorde con un peso de 188 toneladas a una velocidad de 310 km/h en 1600 metros; en este tipo de maniobras los frenos alcanzaban temperaturas de entre 300 y 500 °C, necesitándose varias horas para la refrigeración.

## Operadores

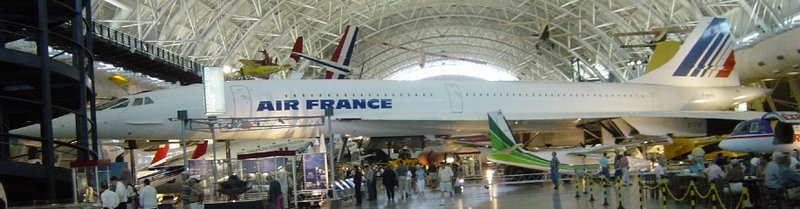
Un Concorde de Air France en exposición en el Museo Nacional del Aire y el Espacio de Estados Unidos

| Aerolíneas                    | Fecha de entrada en servicio del Concorde                      |
| ----------------------------- | -------------------------------------------------------------- |
| Air France                    | 27 de octubre de 1976                                          |
| British Airways               | 27 de febrero de 1975                                          |
| Braniff International Airways | Alquiló algunos Concorde con su tripulación durante unos meses |
| Singapore Airlines            | Operó un Concorde alquilado durante un breve periodo           |

## Historia operacional

### Vuelos regulares

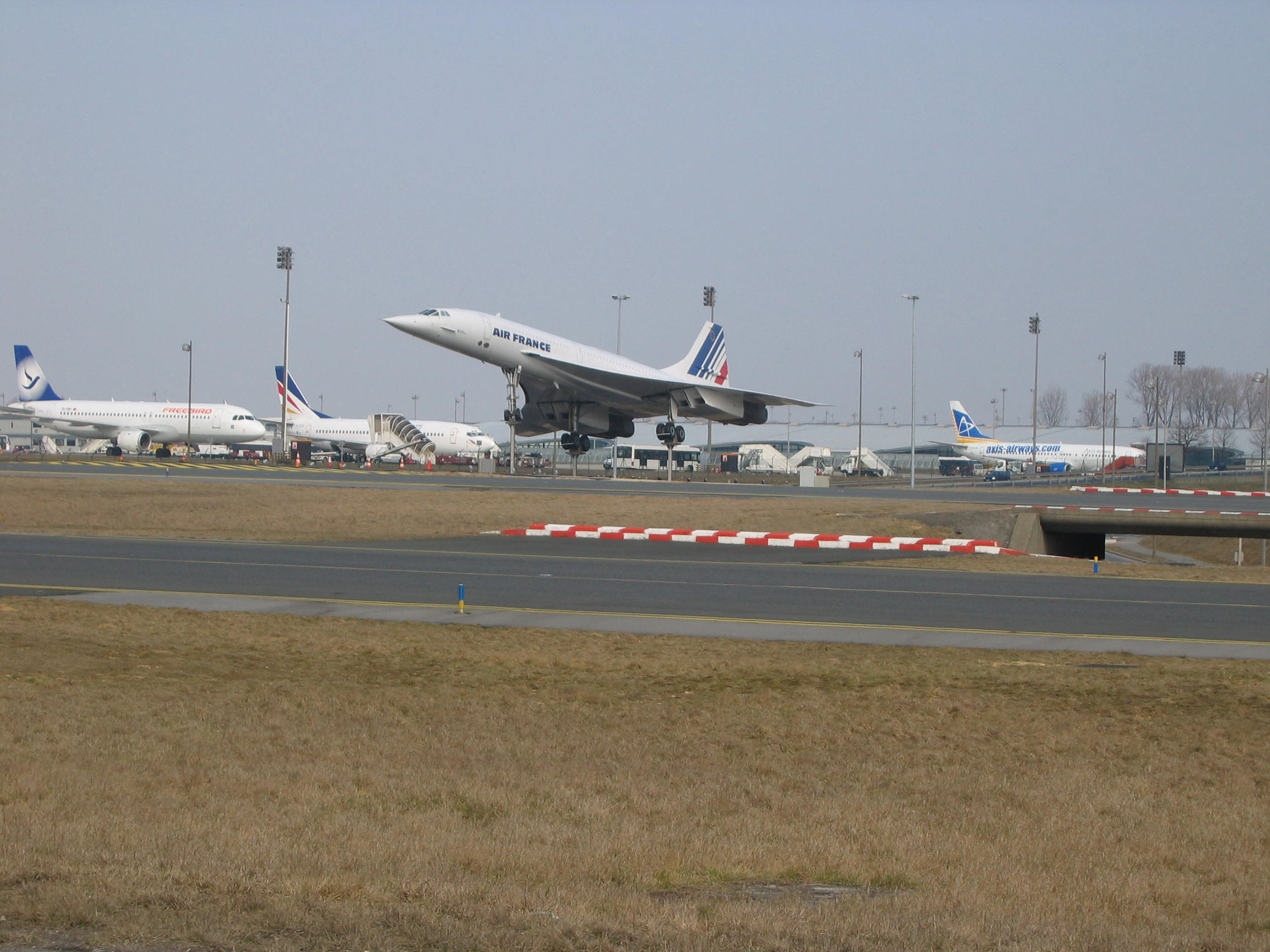
Un Concorde F-BVFF de Air France, en exhibición.

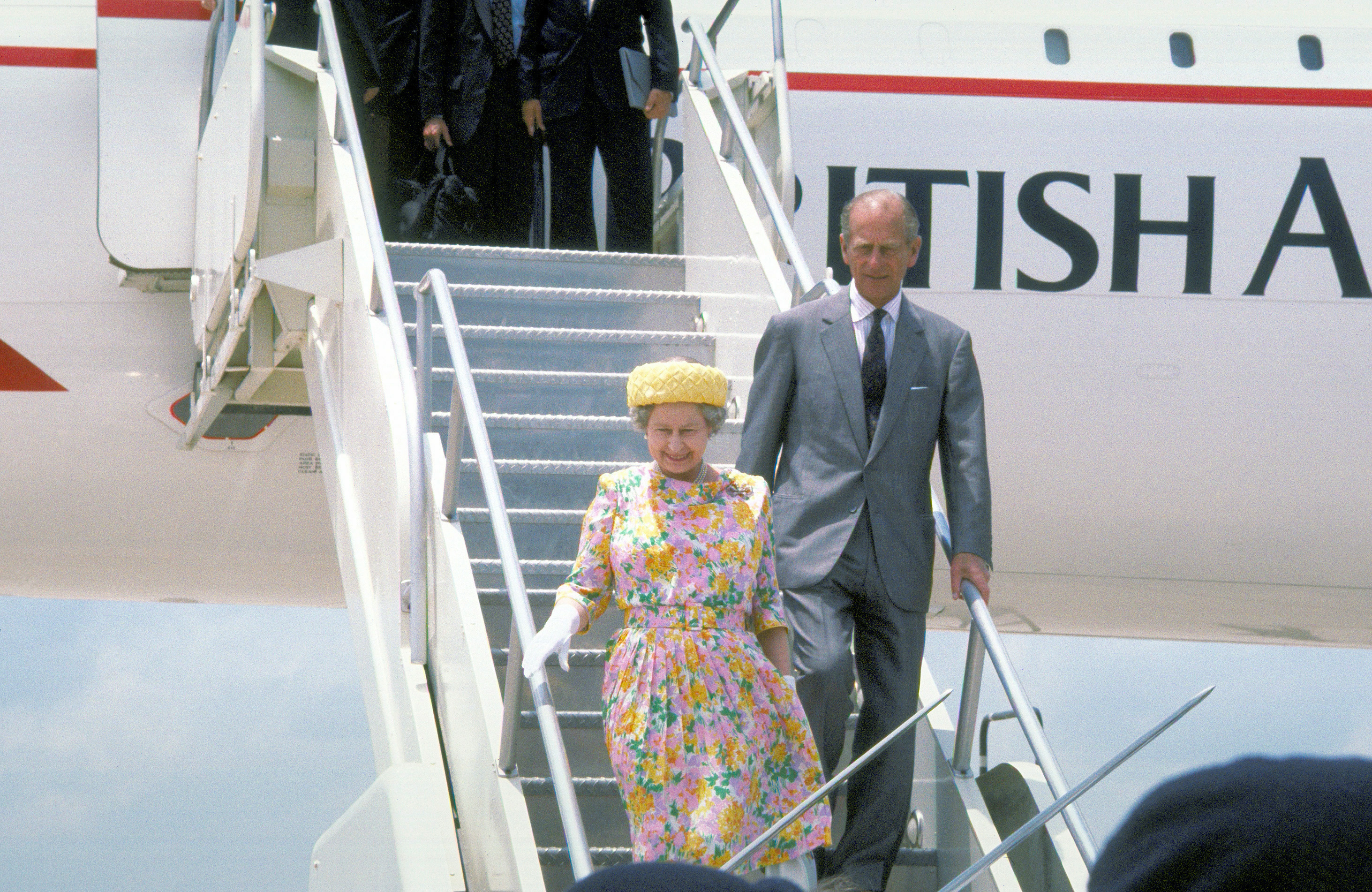
La reina Isabel II en compañía del Príncipe Felipe, Duque de Edimburgo bajando de un Concorde de British Airways en el Aeropuerto Internacional de Austin-Bergstrom en Austin, Texas, Estados Unidos en 1991.

Los vuelos regulares del Concorde comenzaron el 21 de enero de 1976 con las rutas Londres-Baréin, París-Río de Janeiro, París-Ciudad de México. La ruta París-Caracas —a través de las islas Azores— comenzó el 10 de abril de ese mismo año. El Congreso de Estados Unidos había prohibido los vuelos del Concorde a aeropuertos estadounidenses, debido principalmente a las numerosas protestas ciudadanas por el exceso de ruido y el control que el Concorde ejercería sobre las rutas transoceánicas.
Sin embargo, el secretario de transporte estadounidense, William Coleman, dio permiso a Air France y British Airways para operar el Concorde en el Aeropuerto Internacional de Dulles de Washington, por lo que las rutas del Concorde con EE. UU. empezaron el 24 de mayo de 1976.
Nueva York también prohibió a nivel local las operaciones del Concorde en el aeropuerto JFK. La prohibición llegó a su fin el 17 de octubre de 1977, cuando la Corte Suprema de Estados Unidos desestimó los esfuerzos —dirigidos por Carol Berman— para continuar con la prohibición. La Corte Suprema argumentó en su decisión de no prohibir los vuelos del Concorde que aviones como el Air Force One —que en ese momento era un Boeing VC-137— tenían un impacto ambiental y sónico mucho mayor que el Concorde a velocidades subsónicas y durante el despegue y el aterrizaje. Los vuelos regulares entre Londres y París con Nueva York, comenzaron el 22 de noviembre de 1977.
En 1977, British Airways y Singapore Airlines firmaron un acuerdo para compartir un Concorde que cubriría la ruta Londres-Singapur —vía Baréin—. La aeronave —el G-BOAD— se pintó con los colores de Singapore Airlines por una parte, mientras que la otra se pintó con los colores de British Airways. La ruta fue suspendida tras sólo tres vuelos por las quejas de la vecina Malasia alegando exceso de ruido. No fue hasta 1979 cuando se reanudó la ruta, que se volvió a cancelar poco después por el veto indio a que el Concorde alcanzara velocidades supersónicas en su espacio aéreo. La ruta fue cancelada definitivamente en 1980.
Durante el auge petrolero de México, Air France estableció una ruta entre Washington —en ocasiones también desde Nueva York— y Ciudad de México, con dos vuelos semanales. La ruta se mantuvo entre septiembre de 1978 y noviembre de 1982, momento en el que debido a una crisis económica y una gran falta de rentabilidad —en los últimos vuelos el avión iba casi vacío— se clausuró. Durante el tiempo que esta ruta se mantuvo vigente, las compañías que operaban el Concorde tuvieron problemas con el estado de Florida por los altos índices de contaminación acústica y por una ley que prohibía los vuelos supersónicos en el espacio aéreo de ese estado. Durante el vuelo, el Concorde tenía que desacelerar de Mach 2.02 a Mach 0.95, para cruzar Florida, para luego acelerar hasta su destino —Ciudad de México—.
Entre 1978 y 1980, Braniff International Airways alquiló diez Concordes, cinco de Air France y otros tantos de British Airways. Estos fueron utilizados en vuelos subsónicos entre Dallas y el Aeropuerto Dulles, volando con las tripulaciones de Braniff. Las aeronaves se registraron tanto en sus países europeos de origen como en Estados Unidos. La falta de rentabilidad de los vuelos —se reservaron menos del 50 % de las plazas— obligó a Braniff a poner fin a sus vuelos con el Concorde en mayo de 1980.

### BA y sus compras de Concorde

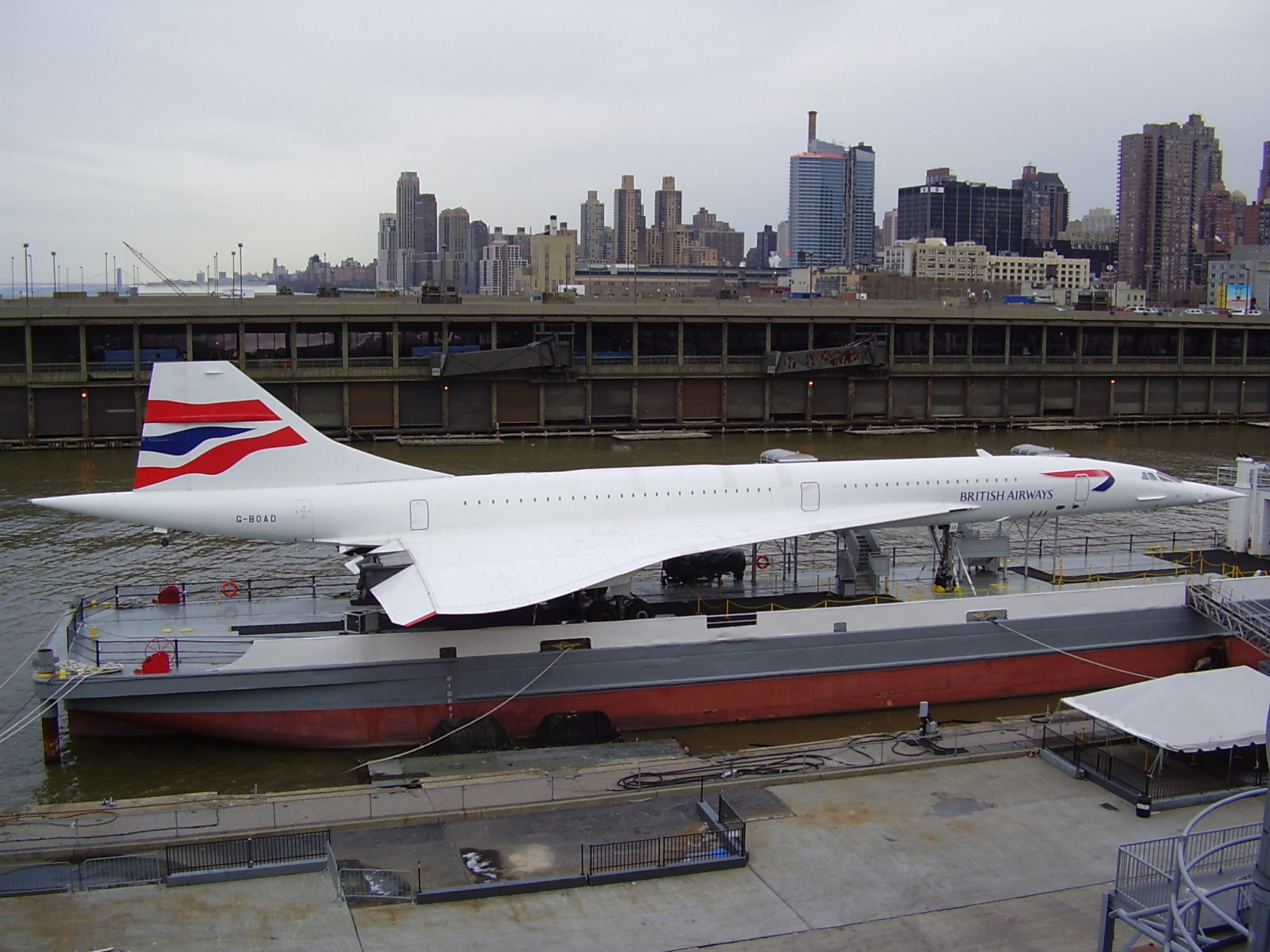
Un Concorde G-BOAD de British Airways en exposición en el Intrepid Sea-Air-Space Museum en Nueva York, Estados Unidos

En 1981, el futuro del Concorde en el Reino Unido se ensombrecía. El Gobierno británico no había hecho más que perder dinero tras la entrada en servicio del Concorde, planteándose cancelar su servicio por completo. La cancelación de algunas pruebas y otros recortes redujeron considerablemente los costos. A pesar de ello, el gobierno no estaba dispuesto a seguir perdiendo dinero. A finales de 1983, el director de BA, Sir John King, convenció al gobierno para que vendiera la aeronave y así evitar más pérdidas.
Sir John King se dio cuenta de que su producto estaba muy devaluado en comparación con lo que pensaban muchos de los posibles compradores. Después de llevar a cabo un estudio de mercado, British Airways descubrió que sus posibles clientes pensaban que el Concorde era mucho más caro de lo que en realidad estaba valorado. British Airways conseguía unos beneficios y rentablilidad mucho mayores que los de su homólogo francés, pues British llegó a afirmar que en los años más rentables cada avión daba unos beneficios de 50 millones de libras, con un ingreso total de 1750 millones de libras (los costos de desarrollo habían sido de 1000 millones).
Entre 1984 y 1991, British Airways voló con el Concorde sólo tres veces a la semana entre Londres y Miami, con parada en Washington, en el Aeropuerto Internacional Dulles. Hasta el año 2003, Air France y British Airways continuaron volando diariamente a Nueva York. El Concorde también volaba a Barbados durante las vacaciones de invierno.
Hasta el año 2000, año del fatal accidente del Concorde F-BTSC (vuelo 4590 de Air France), Air France también fletó servicios con el Concorde con operadores franceses en vuelos chárter a destinos europeos.

### Accidente del vuelo 4590 de Air France
El 25 de julio de 2000, el vuelo 4590 de Air France, con matrícula F-BTSC, se estrelló en Gonesse (Francia) y murieron los 100 pasajeros de la aeronave, sus nueve tripulantes y cuatro personas en tierra. Fue el primer gran accidente en el que se veía implicado directamente el Concorde.
Se trataba de un vuelo chárter de la compañía alemana Peter Deilmann Cruises, de modo que absolutamente todos los pasajeros se proponían embarcar en el crucero MS Deutschland en Nueva York para una travesía de dieciséis días que habría acabado en Manta, Ecuador.
Según la investigación oficial de la Oficina francesa de investigación de accidentes aéreos (BEA), el accidente fue causado por una cinta metálica (fabricada con la aleación TA6V compuesta de titanio, aluminio, vanadio y hierro) que se había desprendido de un Continental Airlines DC-10 que había despegado minutos antes. Este fragmento de metal perforó uno de los neumáticos del Concorde cuando este se encontraba a una velocidad de 300 km/h. El neumático explotó y uno de los trozos de goma desprendidos golpeó uno de los tanques de combustible. El depósito no se vio perforado, pero provocó una onda de choque que hizo reventar una de las válvulas de combustible situada en el ala izquierda. Esto causó una fuga de combustible en el depósito principal que, unida a las chispas provocadas por el cableado que se había visto afectado por el impacto inicial, provocó un incendio que afectó a los motores del lado izquierdo, principalmente al motor 2. En respuesta, la tripulación bloqueó el motor afectado. El avión, que había logrado despegar, sufrió una pérdida de fuerza en los motores 1 y 2, lo que le hizo perder altura y velocidad; en ese momento el avión sufrió un violento descenso, y su capitán, Christian Marty, tuvo la lucidez -en circunstancias tan adversas- de dirigir el avión hacia un área donde, precipitándose, evitó causar más víctimas, lejos del hospital cercano y del centro habitado, hasta chocar contra el hotel Les Relais Bleus en Gonesse. Esto significó, dentro de las circunstancias, un verdadero acto de heroísmo de Marty, primer windsurfista que había cruzado el Atlántico con su tabla en 1980.
El 6 de diciembre de 2010, Continental Airlines y John Taylor, uno de sus mecánicos, fueron declarados culpables por homicidio involuntario.
Antes de producirse el accidente, el Concorde estaba considerado como el avión de pasajeros más seguro del mundo, pues nunca había registrado ningún muerto. A raíz del accidente, al aparato se le aplicaron mejoras de seguridad como un mejor control en el sistema electrónico, unos rediseñados tanques de combustible, mucho más resistentes, y un revestimiento extra a los neumáticos para impedir futuros problemas.
El primer vuelo después de las modificaciones partió del Aeropuerto de Londres Heathrow el 17 de julio de 2001, pilotado por el comandante Mike Bannister. Durante las 3 horas y 20 minutos que duró el vuelo sobre el Atlántico en dirección a Islandia, Bannister alcanzó la velocidad Mach 2,02 a 18 000 m de altura, para luego regresar a Reino Unido. El vuelo de prueba fue considerado un éxito, además de ser ampliamente seguido por los medios de comunicación y la población. British Airways realizó otro vuelo de prueba entre Londres y Nueva York —los pasajeros eran exclusivamente trabajadores de la propia compañía— el 11 de septiembre de 2001, aterrizando en el aeropuerto minutos antes de que se llevasen a cabo los atentados contra el World Trade Center.
Los vuelos regulares se reanudaron el 7 de noviembre de 2001, volviéndose a reanudar las rutas que unían París y Londres con el JFK de Nueva York, en donde los pasajeros del Concorde fueron recibidos por el alcalde Rudy Giuliani.

### Retiro

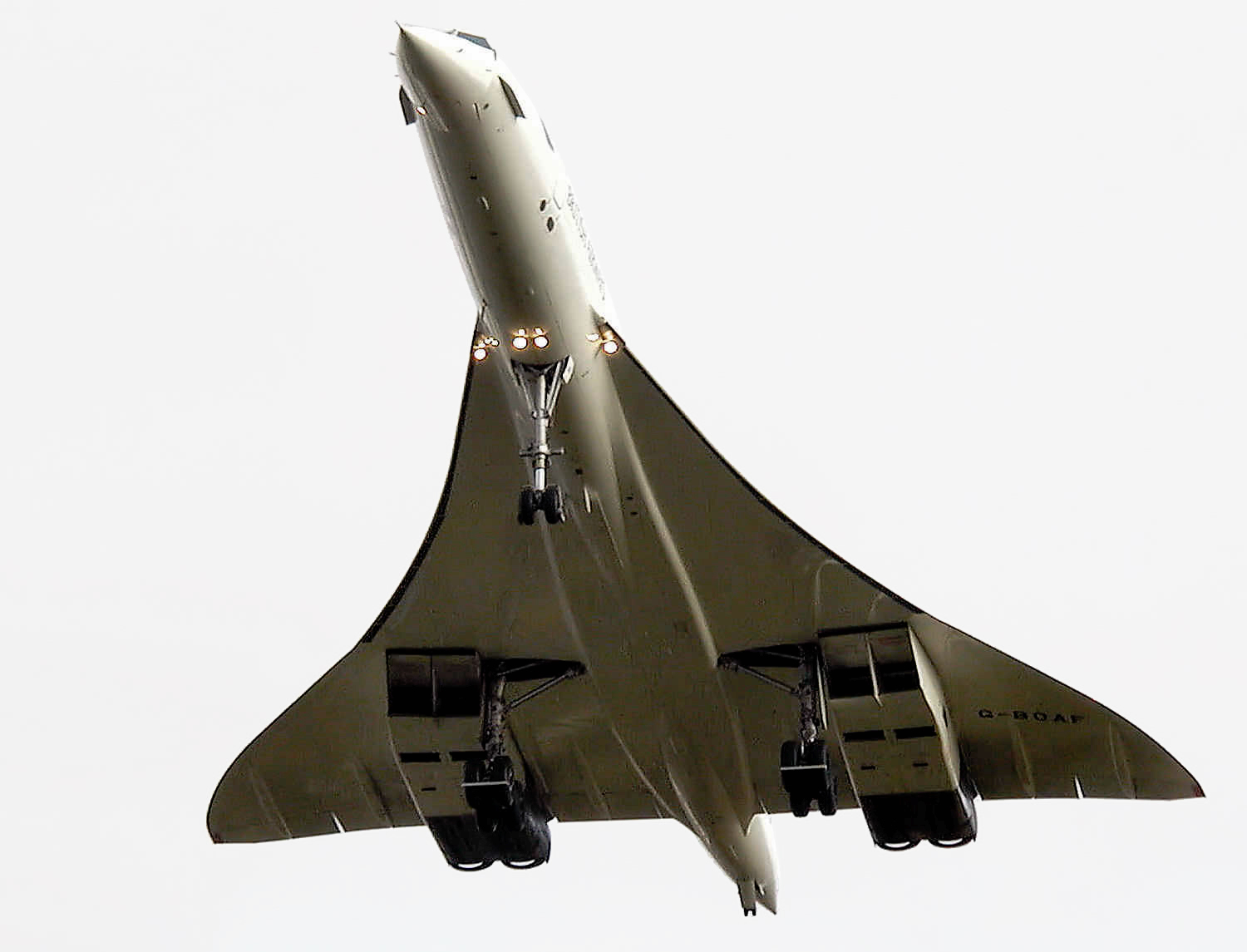
El último vuelo de un Concorde comercial, el 26 de noviembre de 2003

El 10 de abril de 2003, Air France y British Airways anunciaron al mismo tiempo que retirarían el Concorde a finales de año. Las razones dadas para retirarlo fueron los siguientes: el bajo número de pasajeros tras el accidente del 25 de julio de 2000, el aumento de los costes de mantenimiento y la caída de los viajes en avión tras los atentados del 11 de septiembre de 2001.
A pesar de que en el momento de su entrada en servicio, en la década de 1970, el Concorde fue una revolución tecnológica, en el momento de su retirada la falta de competencia de la que había gozado le había llevado a no actualizar las aeronaves ni hacer nuevas variantes como hicieron otros aviones de la época como el Boeing 747, lo que precipitó su retirada.
Poco antes de la retirada del Concorde, Richard Branson ofreció a British Airways la posibilidad de que su compañía, Virgin Atlantic Airways, comprara su flota de Concorde por el simbólico precio de una libra cada aeronave, cuando su precio de compra real era de 26 000 000 de £. Branson argumentó que la razón de este precio simbólico era debido a que British Airways también había pagado este precio simbólico al adquirir los aparatos, pues el Gobierno británico había subvencionado la mayor parte de los gastos. BA rechazó esa oferta. Branson afirmó en The Economist que llegó a ofrecer más de 5 millones de libras, que también fueron rechazadas. Cualquier esperanza de que el Concorde siguiera funcionando se vio frustrada cuando Airbus rechazó encargarse del mantenimiento de los Concorde.

#### Air France

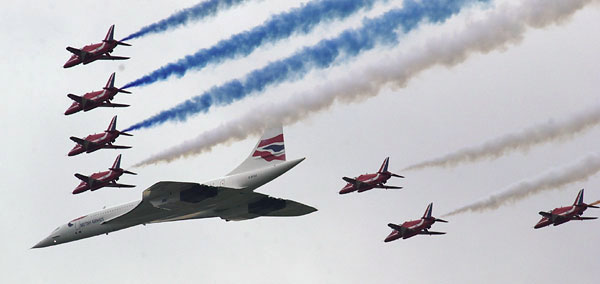
El Concorde en un desfile de aviones en el Jubileo de Oro de Isabel II (2002)

Air France realizó su último vuelo comercial con un Concorde el 30 de mayo de 2003, con un último vuelo entre París y Nueva York. Durante la semana siguiente, el Concorde F-DEAR hizo una serie de vuelos conmemorativos con viajes entre París y Nueva York, teniendo a bordo empleados de la compañía y otras personalidades. El último vuelo de un Concorde de Air France tuvo lugar el 27 de junio de 2003, cuando el F-BVFC voló hasta Toulouse.
El 15 de noviembre de 2003 se celebró en París una subasta de piezas y otros recuerdos del Concorde a cargo de la casa de subastas Christie's, asistiendo cientos de personas.

#### British Airways
British Airways realizó una gira de despedida por América del Norte en octubre de 2003. El Concorde G-BOAC visitó el Aeropuerto Internacional de Toronto el 1 de octubre de 2003, tras lo cual voló al JFK de Nueva York. El G-BOAC también visitó Boston, el 8 de octubre de 2003 y el 14 de octubre de 2003 el Dulles de Washington D. C.
Los Concorde de British Airways también hicieron una gira a través de Reino Unido visitando Birmingham el 20 de octubre, Belfast el 21, Mánchester el 22, Cardiff el 23 y Edimburgo el 24 de octubre de 2003. Cada día el Concorde hacía un viaje de ida y vuelta desde el aeropuerto Heathrow de Londres hasta la ciudad itinerante volando a baja altura.
British Airways retiró su flota de Concorde el 24 de octubre de 2003, con vuelos conmemorativos con personalidades del mundo de la aviación y expilotos del Concorde. Los Concorde G-BOAF, G-BOAG y G-BOAE fueron los últimos de British Airways en volar: realizaron vuelos en círculos sobre Londres a baja altura —tras recibir un permiso especial— y aterrizaron en el Heathrow.

## Concordes fabricados

### Aviones de Air France

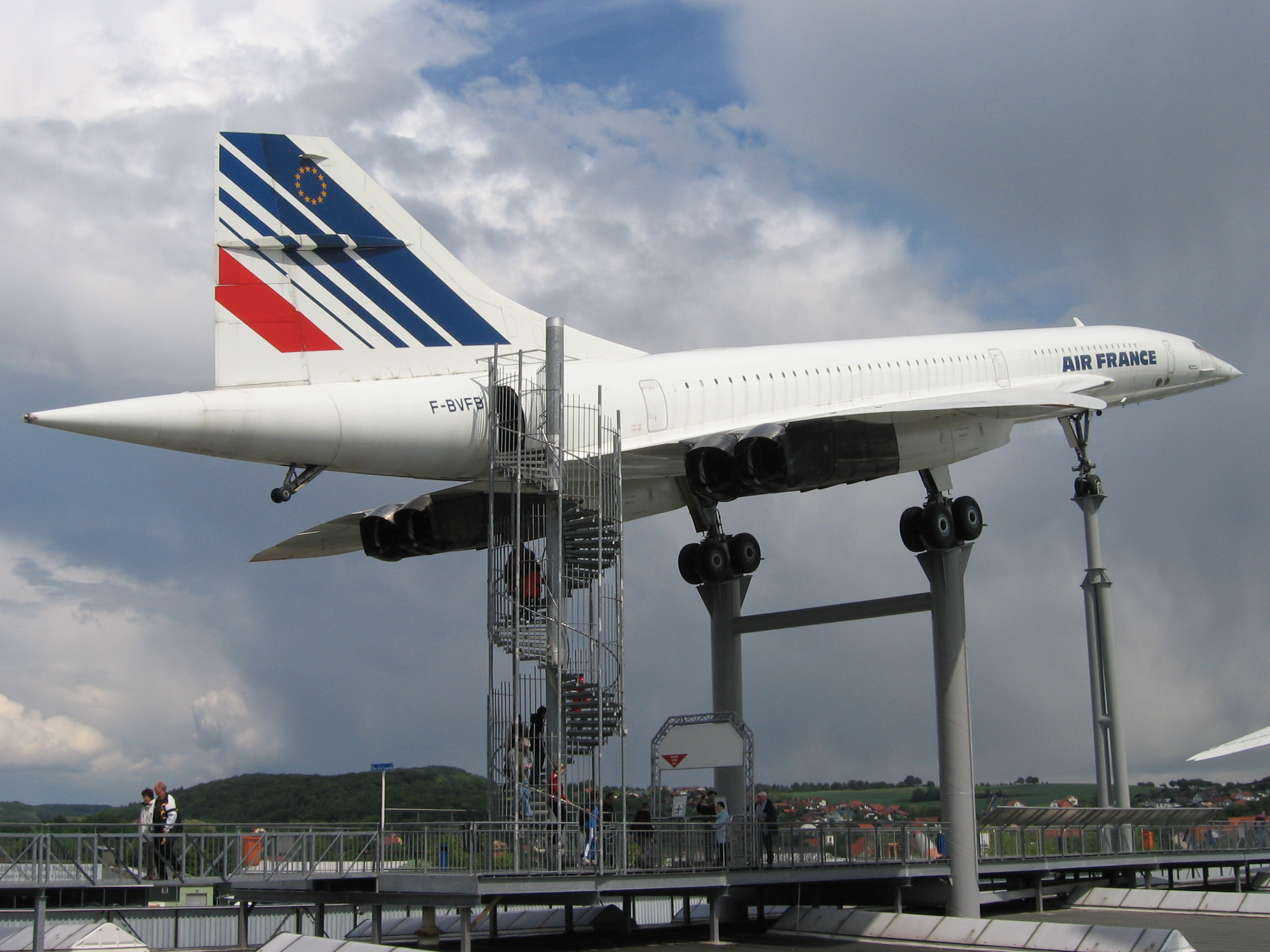
Un Concorde en exposición sobre el techo del Museo de Autos y Técnica de Sinsheim en Sinsheim, Alemania.

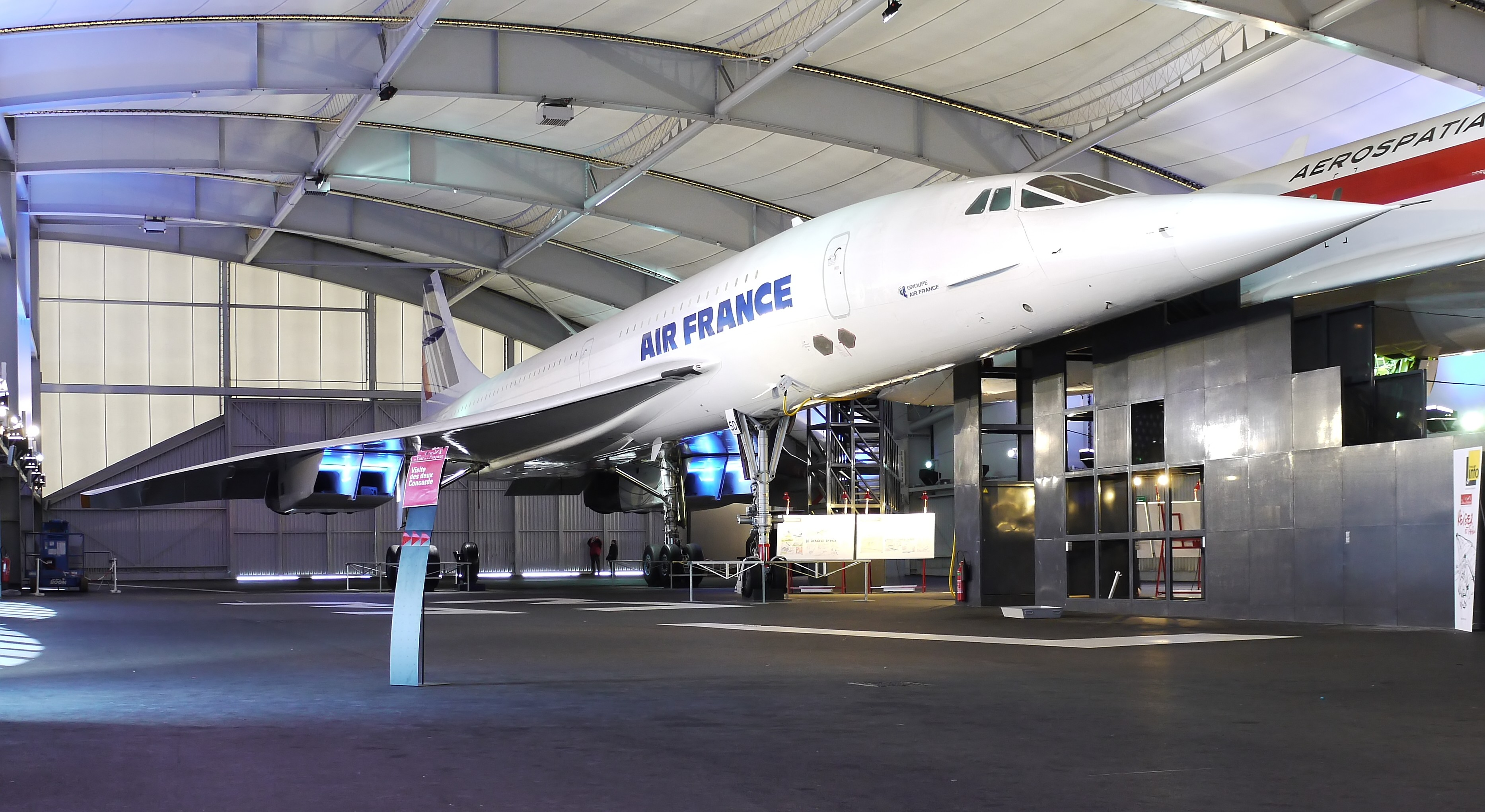
Un Concorde en exposición en Le Bourget, Francia.

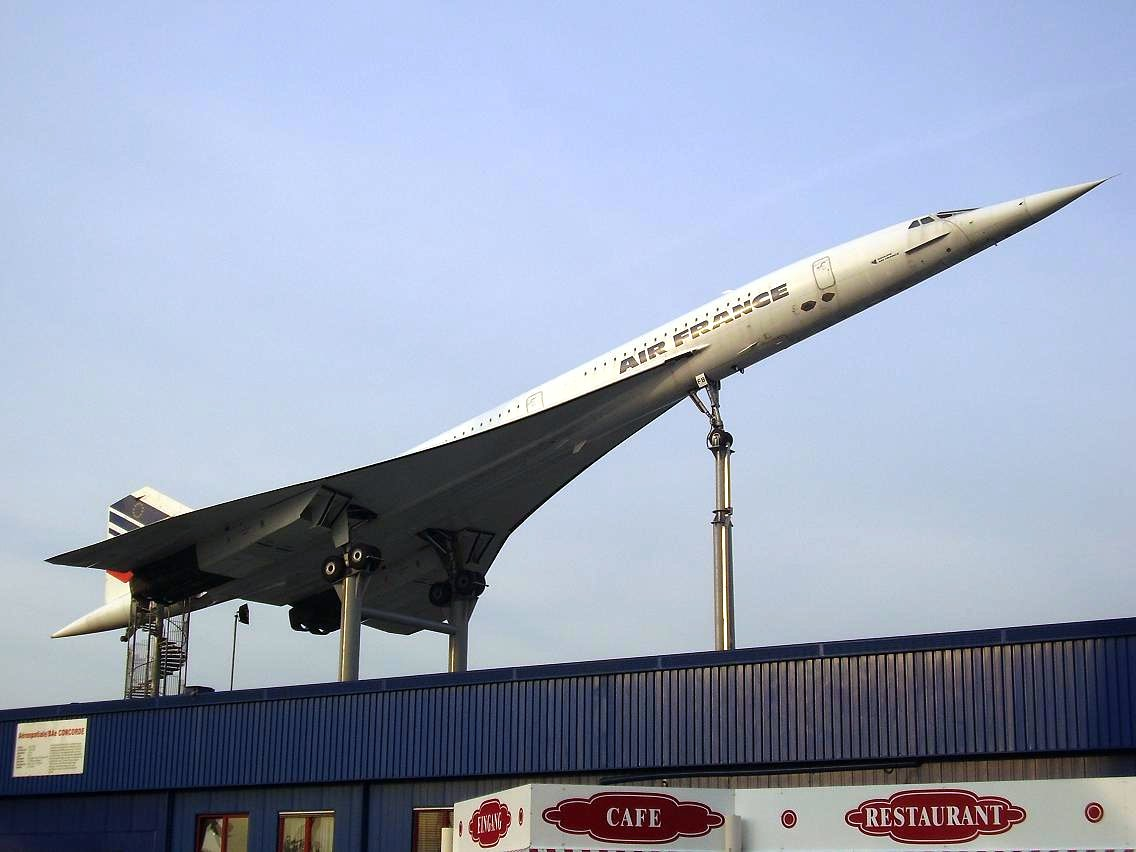
Un Concorde F-BVFB en exposición sobre el techo del Museo de Autos y Técnica de Sinsheim en Sinsheim, Alemania.

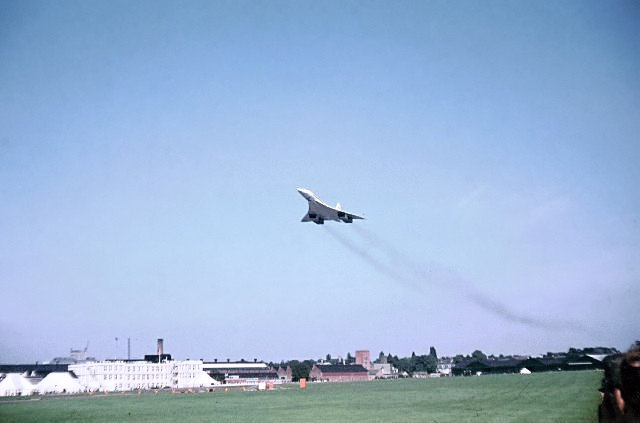
Uno de los primeros diseños.

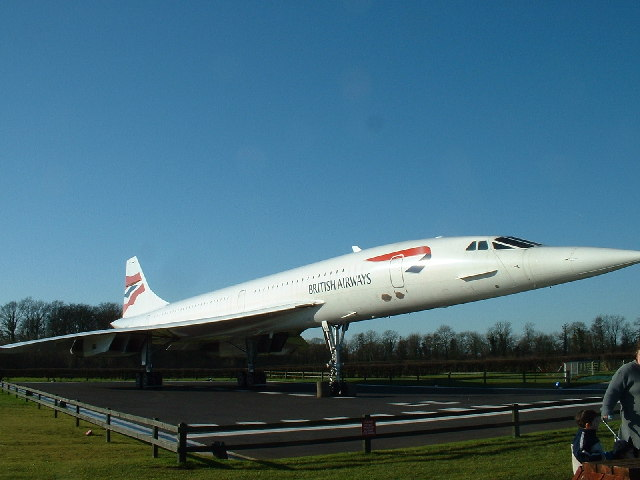
Uno de los Concordes de British Airways en el Aviation Viewing Park en Mánchester.

| Número  | Nombre             | Horas de vuelo | Localización actual                                                                                                | País           |
| ------- | ------------------ | -------------- | --- | -------------- |
| 001     | F-WTSS (Prototipo) | 812            | Museo del Aire y del Espacio en el aeropuerto de Le Bourget                                                        | Francia        |
| 101(02) | F-WTSA (prototipo) | 656            | Aeropuerto París-Orly                                                                                              | Francia        |
| 201     | F-WTSB             | 909            | Sede (antigua) de Aérospatiale en Toulouse                                                                         | Francia        |
| 203     | F-BTSC (F-WTSC)    | 11 989         | Avión víctima del accidente del 25 de julio del 2000, después de despegar del aeropuerto francés Charles de Gaulle |                |
| 205     | F-BVFA             | 17 824         | National Air and Space Museum en el Aeropuerto Dulles, en Washington D.C                                           | Estados Unidos |
| 207     | F-BVFB             | 14 771         | Auto- und Technikmuseum Sinsheim                                                                                   | Alemania       |
| 209     | F-BVFC             | 14 332         | Sede de Airbus en Toulouse                                                                                         | Francia        |
| 211     | F-BVFD             | 5821           | Fuera de servicio a partir de 1994 y dividido en piezas                                                            |                |
| 213     | F-WTSD (F-WJAM)    | 12 974         | Museo del Aire y del Espacio en el aeropuerto de Le Bourget                                                        | Francia        |
| 215     | F-BVFF (F-WJAN)    | 12 420         | Aeropuerto Charles de Gaulle, París                                                                                | Francia        |

### Aviones de British Airways
| Número  | Nombre             | Horas de vuelo | Localización actual                                 | País           |
| ------- | ------------------ | -------------- | --------------------------------------------------- | -------------- |
| 002     | G-BSST (prototipo) | 836            | Royal Naval Air Station, Yeovilton                  | Inglaterra     |
| 101(01) | G-AXDN (prototipo) | 575            | Imperial War Museum, Duxford                        | Inglaterra     |
| 202     | G-BBDG             | 1282           | Brooklands Museum                                   | Inglaterra     |
| 204     | G-BOAC             | 22 260         | Aeropuerto de Mánchester                            | Inglaterra     |
| 206     | G-BOAA             | 22 786         | Museum of Flight, Edimburgo                         | Escocia        |
| 208     | G-BOAB             | 22 297         | Aeropuerto de Londres-Heathrow                      | Inglaterra     |
| 210     | G-BOAD             | 23 397         | Intrepid Sea-Air-Space Museum, Nueva York           | Estados Unidos |
| 212     | G-BOAE             | 23 376         | Aeropuerto Internacional Grantley Adams, Bridgetown | Barbados       |
| 214     | G-BOAG (G-BFKW)    | 16 239         | Museum of Flight, Seattle                           | Estados Unidos |
| 216     | G-BOAF (G-BFKX)    | 18 257         | British Aerospace Headquarters, Filton              | Inglaterra     |

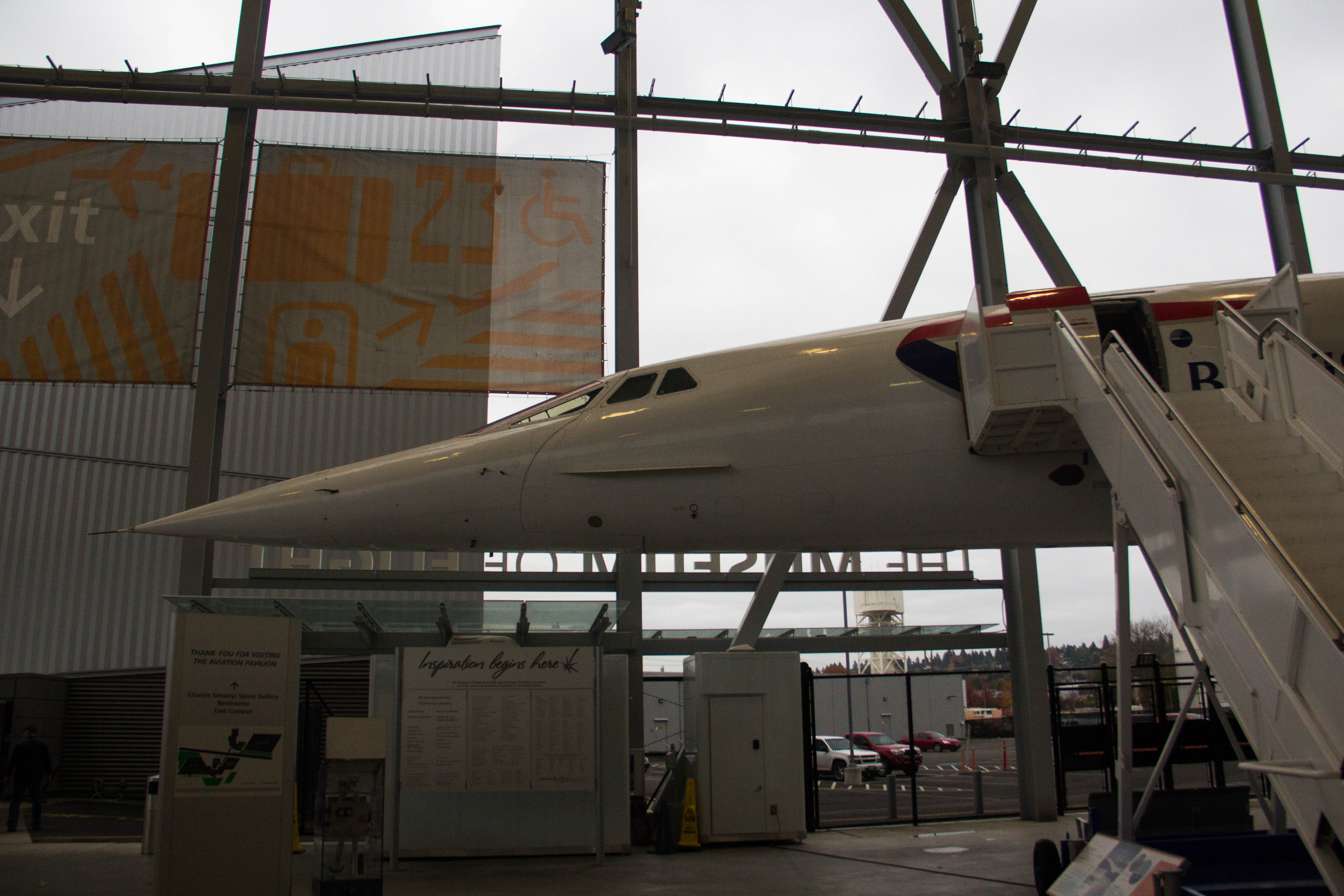

Otras dos aerolíneas operaron el Concorde, Singapore Airlines y Braniff International Airways, pero en el caso de ambas, el avión era propiedad de las compañías Air France y British Airways, respectivamente.

## Otras exposiciones del Concorde
En Ciudad Juárez, México, estuvo localizada del año 2004 al 2013 una exposición dedicada al Concorde (Museo del Concorde), la cual contaba con componentes importantes en el servicio y mantenimiento de esta aeronave.
En 2003, Air France donó uno de sus Concorde tras la retirada del servicio al Museo de la Automoción y la Tecnología de Sinsheim en Alemania. Añadido a su contrapartida soviética, el Túpolev Tu-144, que llevaba en exposición desde 2001, este lugar es el único del mundo donde ambos aparatos están expuestos simultáneamente.

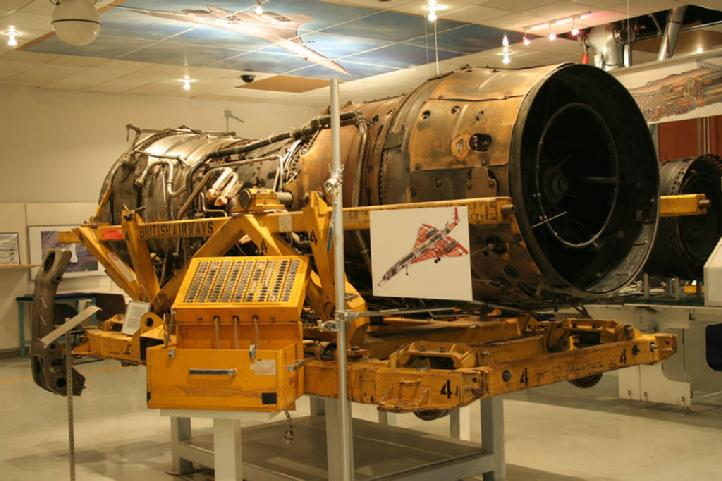
Museo del Concorde

## Especificaciones
| Parámetros                               | Datos |
| ---------------------------------------- | --- |
| Tipo                                     | Avión comercial supersónico |
| Longitud                                 | 61,66 m |
| Envergadura                              | 25,60 m |
| Superficie alar                          | 358,25 m² |
| Carga en las alas                        | - Mínimo (sin carga): 220 kg/m² - Máximo (peso máximo al despegue): 522 kg/m² |
| Altura                                   | 12,20 m |
| Peso vacío                               | 78 900 kg |
| Peso máximo al despegue                  | 186 880 kg |
| Peso máximo al aterrizaje                | 111 130 kg |
| Capacidad de combustible                 | 119 500 l (95 680 kg) |
| Consumo de combustible                   | 25 680 l/h |
| Velocidad máxima                         | Mach 2.23 o 2.405 km/h (a 18 000 m de altitud) |
| Velocidad de crucero                     | Mach 2.02 o 2.179 km/h |
| Techo de vuelo                           | 18 300 m |
| Velocidad de ascenso                     | 25,41 m/s |
| Alcance                                  | - Con peso estándar 7250 km - Con peso máximo al despegue 6667 km |
| Número de asientos                       | - 100 (British Airways) - 92 (Air France) |
| Motores                                  | Cuatro turborreactores Rolls-Royce Olympus con cámara de postcombustión e inversor de empuje - Empuje en seco: 4 x 31 350 libras (14 217 kgf/139,4 kN) = 557.6 kN - Empuje con postquemador: 4 x 38 050 libras (17 256 kp/169,2 kN) = 676.8 kN |
| Relación empuje-peso                     | - Máxima (vacío): 0.88 - Mínima (peso máximo al despegue): 0.373 |
| Longitud de pista requerida al despegue  | 3.600 m |
| Longitud de pista requerida al aterrizar | 2.200 m |
| Chasis                                   | Tren de aterrizaje Messier-Hispano con ruedas gemelas Dunlop equipadas con frenos de disco SNECMA SPAD y sistema antibloqueo |

## Véase también

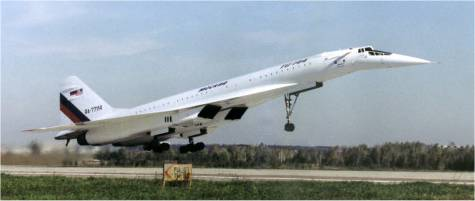
Tupolev Tu-144, primera aeronave de pasajeros supersónica en la historia. Fue el principal competidor del Concorde.

### Desarrollos relacionados
- Sud Aviation Super-Caravelle
- Boom Technology

### Aeronaves similares
- North American XB-70 Valkyrie
- Boeing 2707
- Lockheed L-2000
- Douglas 2229
- Tupolev Tu-144